# ورنوقئول
ورنوقئول (به فرانسوی: Verneugheol) یک کمون در فرانسه است که در Canton of Herment واقع شده‌است.

## خصوصیات
ورنوقئول ۳۴٫۱۴ کیلومترمربع مساحت و ۲۸۰ نفر جمعیت دارد و ۷۲۷ متر بالاتر از سطح دریا واقع شده‌است.